# Джеймс Нілл
Джеймс Нілл (англ. James Neill; 29 вересня 1860, Саванна (Джорджія) — 16 березня 1931, Глендейл (Каліфорнія) — американський актор театру, зірка німого кіно, режисер.
З 1905 року грав на театральних сценах Бродвею. Дебютував в кіно в 1913 році. За свою кар'єру з 1913 по 1930 рік знявся в 113 фільмах.
Часто знімався разом зі своєю дружиною Едіт Чепмен.

## Вибрана фільмографія
- 1915 — Жінка / The Woman — Марк Робертсон
- 1915 — Леді губернатор / The Governor's Lady — Даніель Слейд
- 1916 — Чоловік на тисячу доларів / The Thousand-Dollar Husband — Стівен Гордон
- 1916 — Обідранець / The Ragamuffin — брокер
- 1917 — Маленька американка / The Little American
- 1918 — Сенді / Sandy — суддя Голліс
- 1919 — Не міняйте свого чоловіка / Don't Change Your Husband — дворецький
- 1919 — Чоловік, жінка і гроші / Men, Women, and Money — Паркер Міддлтон
- 1919 — Кожна жінка / Everywoman — Ніхто
- 1923 — Десять заповідей / The Ten Commandments — Аарон, брат Мойсея
- 1925 — Багряний бігун / The Crimson Runner — барон Рудольф